# Kecskemét
Kecskemét je osmo največje mesto in sedež županije na Madžarskem, ki upravno spada v podregijo Kecskeméti Županije Bács-Kiskun.
V bližini se nahaja Letalska baza Kecskemét in Letališče Matkópuszta. V mestu je tudi Szektói Stadion (8.000 mest), sedež Kecskemét TE.